# The Tower (Südliche Shetlandinseln)
The Tower (französisch La Tour, beiderseits übersetzt Der Turm, in Argentinien Pico La Torre, in Chile Cerro La Tour) ist ein 345 m (laut UK Antarctic Place-Names Committee rund 365 m) hoher und abgesehen vom Gipfel verschneiter Berg auf King George Island im Archipel der Südlichen Shetlandinseln. Er ragt unmittelbar westlich des Demay Point an der Westseite der Einfahrt zur Admiralty Bay auf.
Teilnehmer der Fünften Französischen Antarktisexpedition (1908–1910) unter der Leitung des Polarforschers Jean-Baptiste Charcot kartierten und benannten ihn. Das Advisory Committee on Antarctic Names übertrug diese Benennung 1952 ins Englische.